# Givardon
Givardon ist eine französische Gemeinde mit 302 Einwohnern (Stand: 1. Januar 2022) im Département Cher in der Region Centre-Val de Loire; sie gehört zum Arrondissement Saint-Amand-Montrond und zum Kanton Dun-sur-Auron. 

## Geografie
Givardon liegt am Oberlauf des Sagonnin, einem Nebenfluss des Auron, etwa 48 Kilometer südöstlich von Bourges. Umgeben wird Givardon von den Nachbargemeinden Sagonne im Norden und Nordosten, Sancoins im Osten, Augy-sur-Aubois im Südosten, Neuilly-en-Dun im Süden und Westen sowie Chaumont und Blet im Nordwesten.

## Bevölkerungsentwicklung
| Jahr                       | 1962 | 1968 | 1975 | 1982 | 1990 | 1999 | 2006 | 2019 |
| Einwohner                  | 475  | 434  | 364  | 342  | 316  | 291  | 330  | 301  |
| Quellen: Cassini und INSEE |      |      |      |      |      |      |      |      |

## Sehenswürdigkeiten
- Kirche Saint-Pierre aus dem 13. Jahrhundert